# Соколовский, Александр Александрович
Александр Александрович Соколо́вский (укр. Олександр Олександрович Соколовський; 8 сентября 1896, Конотоп, Черниговская губерния, Российская империя — 22 августа 1938) — украинский советский прозаик, революционер.

## Биография
Сын мелкого чиновника.
Будучи учеником Черниговской гимназии, примкнул к партии социалистов-революционеров. Руководил рабочими и ученическими кружками на Черниговщине, входил в состав боевой группы.
В 1914 году поступил в Киевский университет. Через год был осужден на 6 лет каторги за распространение прокламаций против Первой мировой войны.
В 1915—1917 годах находился в ссылке. После Февральской революции вышел на свободу из саратовской каторжной тюрьмы. Александр Соколовский вернулся на Украину, где принял участие в революционной деятельности.
В 1918 году был арестован немцами в Чернигове, попал в концлагерь, бежал.
После окончания Гражданской войны работал в Союзе кооператоров, в Укрбанке, был секретарём Киевского филиала Общества бывших политкаторжан и ссыльнопоселенцев. Работал научным сотрудником Музея революции в Киеве.
В 1920 году, как бывший эсер, был арестован органами ЧК-ГПУ в Чернигове, в 1924 году — повторно в Киеве. Последний раз был арестован 29 октября 1937 года. Ему было предъявлено обвинение в том, что в 1932 году он вошёл в состав антисоветской эсеровской организации, а в 1936 года перевербован антисоветской украинской националистической организацией и возглавил террористическую группу, которая ставила целью насильственное свержение Советской власти в Украине.
Выездной сессией Военной коллегии Верховного Суда СССР 22 августа 1938 года был приговорен к смертной казни и в тот же день расстрелян.
В 1957 года посмертно реабилитирован.

## Творчество
Член Союза писателей СССР с 1934 года.
Романы А. Соколовского:
- «Перші хоробрі» (1928)
- «Нова зброя» (1932)
- «Роковані на смерть» (1933)
- Повесть «Бунтарі» (1934) — посвящены деятельности революционной организации «Народная воля».
- Исторический роман «Богун» (1931) — был переиздан в Мюнхене в 1957 г., в УССР — в 1964 г. Твори.

В 1971 году изданы его произведения в 2-х томах.